# Алексеев, Василий Иванович (генерал-майор)
Василий Иванович Алексеев (26 января 1902, село Чудь, Городской округ Навашинский, Нижегородская область — 1990) — советский военачальник, генерал-майор авиации (20 декабря 1942), участник Великой Отечественной войны.

## Биография
В 1932 году вступил в Рабоче-крестьянскую Красную армию.
В Великую Отечественную войну занимал должности:
- с 19 сентября 1940 года — заместитель командующего по политчасти ВВС Московского военного округа, с 7 мая 1942-14 апреля 1943 годы — военный комиссар;
- с 9 октября 1942 года — заместитель командующего по политической части 4-й воздушной армии;
- с 14 апреля 1943 года — начальник политотдела Военно-воздушной академии имени Н. Е. Жуковского.

## Награды
- Ордена Красного Знамени (27.03.1942);
- Орден Отечественной войны I степени (26.10.1944);
- Орден Отечественной войны II степени (17.06.1943);
- 2 Ордена Красной Звезды (1938; 27.08.1943);
- Медаль «За боевые заслуги» (03.11.1944);
- Медаль «За оборону Ленинграда»;
- Медаль «За оборону Кавказа» (19.07.1945);
- Медаль «За отвагу»[1]
- Медаль «За победу над Германией в Великой Отечественной войне 1941—1945 гг.» (21.06.1945).